# FileMaker
FileMaker ist ein proprietäres Datenbanksystem der Apple-Tochterfirma Claris International, das unter macOS, iOS und Microsoft Windows läuft.

## Datenhaltung
Eine FileMaker-Datei enthält neben den Daten selbst auch die Informationen über die Struktur der Daten. In der Struktur enthalten sind die Tabellen mit den zugehörigen Feldern und Felddefinitionen, die Formeln und Funktionen der Felder, die Beziehungen der Tabellen zueinander (Relationen), die Layouts, die Skripte sowie die Zugriffskonten mit Passwörtern und Zugriffsrechten.

## Anwendungsentwicklung
Im Gegensatz zu anderen Datenbanksystemen benötigt FileMaker keine Datenbindung an separate Programmiersprachen und Benutzeroberflächen. Anwendungen lassen sich im laufenden Betrieb anpassen – eine der Stärken von FileMaker. Es wird daher oft auch als RAD (Rapid Development Tool) bezeichnet.
Obwohl FileMaker ursprünglich als Workgroup-Datenbank für den Office-Bereich konzipiert wurde, wird die FileMaker-Plattform ausgehend von den flexiblen Möglichkeiten oft auch zur Entwicklung von professionellen Branchenlösungen verwendet.

## Geschichte
Die Wurzeln von FileMaker gehen auf ein unter MS-DOS laufendes Produkt mit Namen Nutshell zurück, das das Unternehmen Nashoba Systems aus Concord, Massachusetts, in den Jahren 1982/1983 entwickelt hatte. Vertrieben wurde Nutshell von Leading Edge. Mit der Einführung des Macintosh 1984 und dessen grafischer Benutzeroberfläche führte Nashoba 1985 das Datenbank-Konzept von Nutshell mit der menü- und fenstergesteuerten Oberfläche auf dem Macintosh zusammen. Es entstand eine für die damalige Zeit leicht und intuitiv zu bedienende Datenbank. Da Vertriebler Leading Edge nicht in den damals entstehenden Apple-Macintosh-Softwaremarkt einsteigen wollte, suchte Hersteller Nashoba einen neuen Distributor – und fand Forethought, das bereits mit dem eigenen Präsentationsprogramm „Presenter“ (später umbenannt in Microsoft PowerPoint) im Macintosh-Markt aktiv war.

### Der Name „FileMaker“
Der Name ist eine Kombination aus dem Namen des Microsoft-Datenbankprogramms MS-File für Macintosh und des gerade auf den Markt gekommenen DTP-Programms Adobe PageMaker des Unternehmens Aldus. In Anlehnung an das neue Macintosh-Modell Macintosh Plus folgte 1986 die Version FileMaker Plus. Im August 1987 übernahm Microsoft das Unternehmen Forethought und dessen Produkt PowerPoint. Die mitgekauften Distributionsrechte (inklusive Dokumentation und Verpackung) an FileMaker wollte Microsoft nutzen, um FileMaker unter eigenem Namen zu vertreiben. Nashoba als Inhaber am Softwarecode entschied sich aber, FileMaker nun unter eigenem Namen zur Version FileMaker 4 (Juni 1988) weiterzuentwickeln und auch selbst zu vertreiben. Kurz darauf, im August 1988, kaufte Claris (eine Apple-Tochter) Nashoba und brachte das Programm als Claris FileMaker II auf den Markt.

### FileMaker Pro 1.0 bis 6.0
Mit der Vorstellung von Claris FileMaker Pro im Oktober 1990 sprang die Versionsnummer auf 1.0 zurück. FileMaker war zu dem Zeitpunkt das erste Datenbankprogramm, mit dem es möglich war, im laufenden Betrieb die Datenbankstruktur zu ändern, neue Datenfelder zu definieren und bereits existierende zu löschen. Ab Version FileMaker Pro 2 (1992) war FileMaker neben Mac OS auch für Windows verfügbar. Ab der Version 3.0 (1996) ist FileMaker ein relationales Datenbanksystem, in dem mehrere FileMaker-Dateien (Tabellen) miteinander relational verknüpft sein können. Mit der Version 4.0 (1997) verfügte FileMaker über ODBC-Import und rudimentäre SQL-Fähigkeiten sowie über eine eigene Plug-in-Architektur. Seit 1998 wird das Programm von dem eigens gegründeten, aus Claris hervorgegangenem Unternehmen FileMaker, Inc. hergestellt und vertrieben. 1999 erschien die Version 5, im Mai 2001 die Version 5.5, die erstmals neben dem klassischen Mac OS und Windows auch nativ unter dem Apple-Betriebssystem Mac OS X lief. Im September 2002 erschien die Version FileMaker 6. Darin unterstützte FileMaker erstmals Im- und Export von XML-Daten.

### FileMaker Pro 7 bis 11
Die 2004 erschienene Version 7 wurde neu programmiert, das gesamte Datenmodell revidiert und die Funktionalität erweitert. Version 7 unterstützte mehrere Tabellen pro Datei und Unicode. Ergänzend bzw. alternativ zu Beziehungen zwischen Dateien (ab Version 3.0-6) traten nun zusätzlich vielschichtige Relationen zwischen Tabellen innerhalb einer Datei. Mit Version 8 (2005) kam die Möglichkeit hinzu, eigene Funktionen definieren zu können. 2006 erschien die Version FileMaker Pro 8.5, die als neues Layoutobjekt über sogenannte Webviewer-Elemente HTML-Inhalte von Webseiten in FileMaker-Datenbanken direkt einbinden kann.
Die Version 9 brachte die von der Eingabe abhängige Formatierung für Felder und Feldinhalte. In Bezug auf Anbindung an externe Datenbanken ist mit der Version 9 eine Echtzeitverbindung zu externen SQL-Datenquellen möglich. Mehrere Scriptfenster können gleichzeitig geöffnet werden; Scripte in Gruppen und Untergruppen gruppiert werden. Eine bessere Anpassung an Bildschirmfenster bieten skalierbare Elemente.
Die im Januar 2009 erschienene Version 10 von FileMaker brachte Neuerungen in den Bereichen Benutzeroberfläche. Der eingebaute E-Mail-Versand über SMTP erlaubt das direkte Versenden von E-Mails aus der Datenbank. Als neue Import- und Exportformate werden die Excel-12-Formate nativ unterstützt. Für Mac-Nutzer ist auch der direkte Import von Datenbankdateien aus Bento 2 möglich. FileMaker 11 (März 2010) ermöglicht die visuelle Präsentation gespeicherter Daten in Diagrammform sowie eine feldübergreifende Schnellsuche.

### FileMaker 12
Seit April 2012 mit Erscheinen der Version 12 arbeitet FileMaker mit einer neuen Layout-Design-Architektur (intern auf Cascading Style Sheets basierend), die Layouts in ein anderes Design umwandeln kann. Die Funktion „Schnelldiagramme“ ermöglicht dem Anwender auf Knopfdruck flexible Diagramme zu erstellen. Containerfelder (Medienfelder) speichern Dokumente, Fotos, Videos, Musik und spielen sie auch im Feld ab.

### FileMaker 13
FileMaker 13 (Dezember 2013) erweitert die Layout-Design-Architektur um zusätzliche Elemente. Designvorlagen lassen sich individuell anpassen, für iOS-Geräte gibt es Wischgesten. Läuft FileMaker auf einem Server, so können Nutzer per Browser zugreifen.

### FileMaker 14
FileMaker 14 (Mai 2015) bietet einen neuen Script-Arbeitsbereich, neue Designwerkzeuge, Verbesserungen bei der HTML5-basierten Technik. Ohne zusätzliche Lizenzkosten lässt sich ein Standby-Server einrichten, der den Produktionsserver spiegelt.

### FileMaker 15
FileMaker 15 (Mai 2016) enthält einige Funktionserweiterungen für mobile Geräte, Verbindungen zu SQL-Datenquellen können hergestellt werden.

### FileMaker 16
Die Filemaker Server 16 Version (Mai 2017) verfügt nun über eine PDF-Unterstützung und erlaubt damit den Druck von PDF-Rechnungen, Etiketten oder Aufklebern aus WebDirect. Scripts auf FileMaker Server sichern Informationen als PDF-Dateien. Unterstützung für JSON-Daten und REST API. OAuth-Identitätsdienstleister-Konten.

### FileMaker 17
Nicht mehr verfügbar ist „FileMaker Pro“, sondern nur noch die bisher als Entwicklerversion vermarktete Version FileMaker Pro Advanced (Mai 2018). Die Entwickler-Funktionen können innerhalb des Programms ausgestellt werden. Die FileMaker 17 Plattform besteht demnach aus folgenden Produkten: FileMaker Pro 17 Advanced (Einzelplatz und Kleine Arbeitsgruppen), FileMaker Server 17 (Serverlösung für kleine bis mittlerer Arbeitsgruppen), FileMaker 17 Cloud (cloudbasierte Serverlösung für einzelne sowie kleine bis mittlere Arbeitsgruppen), FileMaker Go 17 für iPad und iPhone.
Bezüglich der Neuerungen erwähnenswert sind folgende Verbesserungen:
- Der neu gestaltete Layout-Modus hilft bei der Entwicklung eigener FileMaker-Anwendungen: Die Layout-Werkzeugregister „Inspektor“, „Objekte“ und „Felder“ sind nun in das Dokumentfenster einbindbar oder bei Bedarf in Paletten auszugliedern.
- Eine neue Layout-Funktion erlaubt die gleichzeitige Darstellung einer Datensatzliste und die Detaildarstellung eines Datensatzes in einem Layout ohne Erstellung von Selbst-Beziehungen und zusätzlichen Scripts.
- Einzelne Objekte innerhalb einer Gruppe lassen sich auswählen und ändern, ohne vorher die Gruppierung der Objekte aufzuheben.
- Beim Erstellen einer Tabelle werden automatisch eine Reihe von Feldern erzeugt, die für jede Tabelle wichtig sind (eindeutige Datensatznummer, Erstellungs- und Änderungdatum eines Datensatzes etc.).
- Mehrere E-Mail-Anhänge lassen sich an eine E-Mail-Nachricht anfügen (bisher nur eine).
- Selbsterstellte angepasste Menüs, Menüsets und Menüeinträge können per „Kopieren und Einsetzen“ in eine andere Datei eingefügt werden.

Im mobilen Bereich garantiert eine neue Formelfunktion die Integration von Sensoren, um so unter iOS Sensor-Daten aus dem iPhone oder iPad erfassen zu können.

### FileMaker 18
FileMaker Pro Advanced 18:(Mai 2019) Es gibt einen stark verbesserten Dialog für den Datenimport. Neue Scriptschritte ermöglichen den Zugriff auf externe Dateien.
FileMaker 18 Server stellt nach einem Software-Crash Dateien automatisch wieder her.
FileMaker Go 18 für iPad und iPhone (weiterhin kostenfrei über den Apple App Store) kann nun per Scriptschritt zusätzliche Daten an eine PDF-Datei anhängen. Es werden vier zusätzliche Barcodetypen und weitere Anmeldekonten unterstützt.

### FileMaker 19
Mit Filemaker 19 Pro, Server und Go (Mai 2020) entwickelt sich Filemaker zunehmend hin zur JavaScript-basierten Web-Anwendung. Eigenständige Runtime-Anwendungen können damit nicht mehr erzeugt werden.
Erstmalig nach frühen Versuchen in Filemaker 5.5 erscheint FileMaker Server 19 wieder für Linux (Oktober 2020) und ersetzt damit FileMaker Cloud. Bis Dezember 2022 erscheinen eine Reihe von Updates bis zur Version 19.6.1.

### FileMaker 2023
2023 gibt Claris die Versionsnummerierung auf und bezeichnet die zwanzigste Version als Claris FileMaker 2023 (April 2023). Mit dieser Version werden Tracking-Mechanismen zur Änderung einzelner Datensätze eingeführt.

## Entwicklerkonferenz

### Deutschland/Österreich/Schweiz
Bis zum Jahr 2007 veranstaltete FileMaker Deutschland eine jährliche Entwicklerkonferenz. Seit 2010 wird die Entwicklerkonferenz vom eigens dafür gegründeten Verein FM Konferenz (FMK) an wechselnden Orten organisiert. Seit 2013 findet in Berlin eine international ausgerichtete FileMaker Unconference statt; im ersten Jahr unter dem Namen „pause[x]Berlin“, von 2014 bis 2016 unter der Bezeichnung „dotfmp[x]Berlin“ und ab 2017 unter der Bezeichnung „dotfmp.berlin“. Die dotfmp.berlin gilt mittlerweile als die führende Veranstaltung für professionelle FileMaker-Entwickler in Europa und findet jeweils am ersten vollen Wochenende im Juni statt.

## Fachzeitschriften
- FileMaker Magazin, K&K Verlag, ISSN 1431-7176